# Термический окислитель

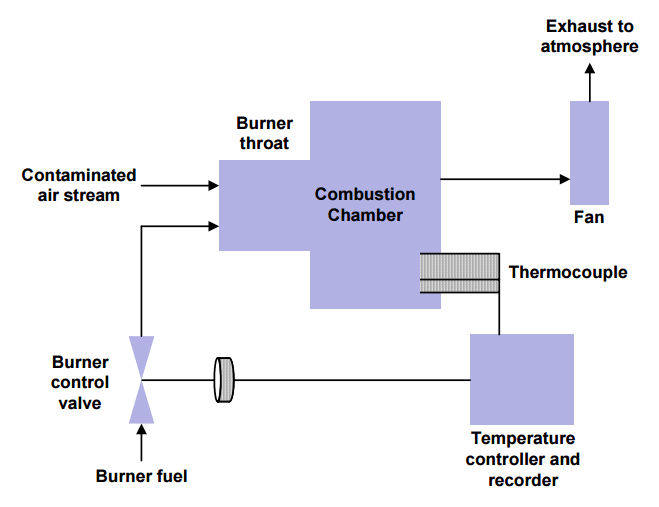
Принципиальная схема термического окислителя

Терми́ческий окисли́тель (также известный, как терми́ческий дожига́тель) — это технологическая установка для контроля загрязнения воздуха на многих химических заводах или нефтегазовых промыслах, которая разлагает опасные газы на менее опасные соединения (оксиды) при высокой температуре перед выбрасыванием их в атмосферу.
Термические окислители обычно используются для уничтожения или снижения концентрации опасных загрязнителей воздуха и летучих органических соединений из промышленных газовых выбросов. Эти загрязнители, как правило, имеют углеводородную основу и при разрушении посредством термического сгорания окисляются с образованием CO2 и H2O . Тремя основными факторами при разработке эффективных термических окислителей являются температура, время пребывания в рабочей зоне и турбулентность. Температура должна быть достаточно высокой, чтобы воспламенить выбрасываемые газы. Большинство органических соединений воспламеняются при температуре от 590—650 °С. Чтобы обеспечить более эффективное устранение опасных газов, большинство современных окислителей работают при гораздо более высоких уровнях температуры. При использовании катализатора диапазон рабочих температур может быть ниже. Время пребывания необходимо для того, чтобы было достаточно времени для того, чтобы произошла реакция горения. Фактор турбулентности важен для более эффективного смешивания воздуха с опасными газами для полного их дожигания.

## Технологии

### Термический окислитель прямого нагрева — камера дожигания

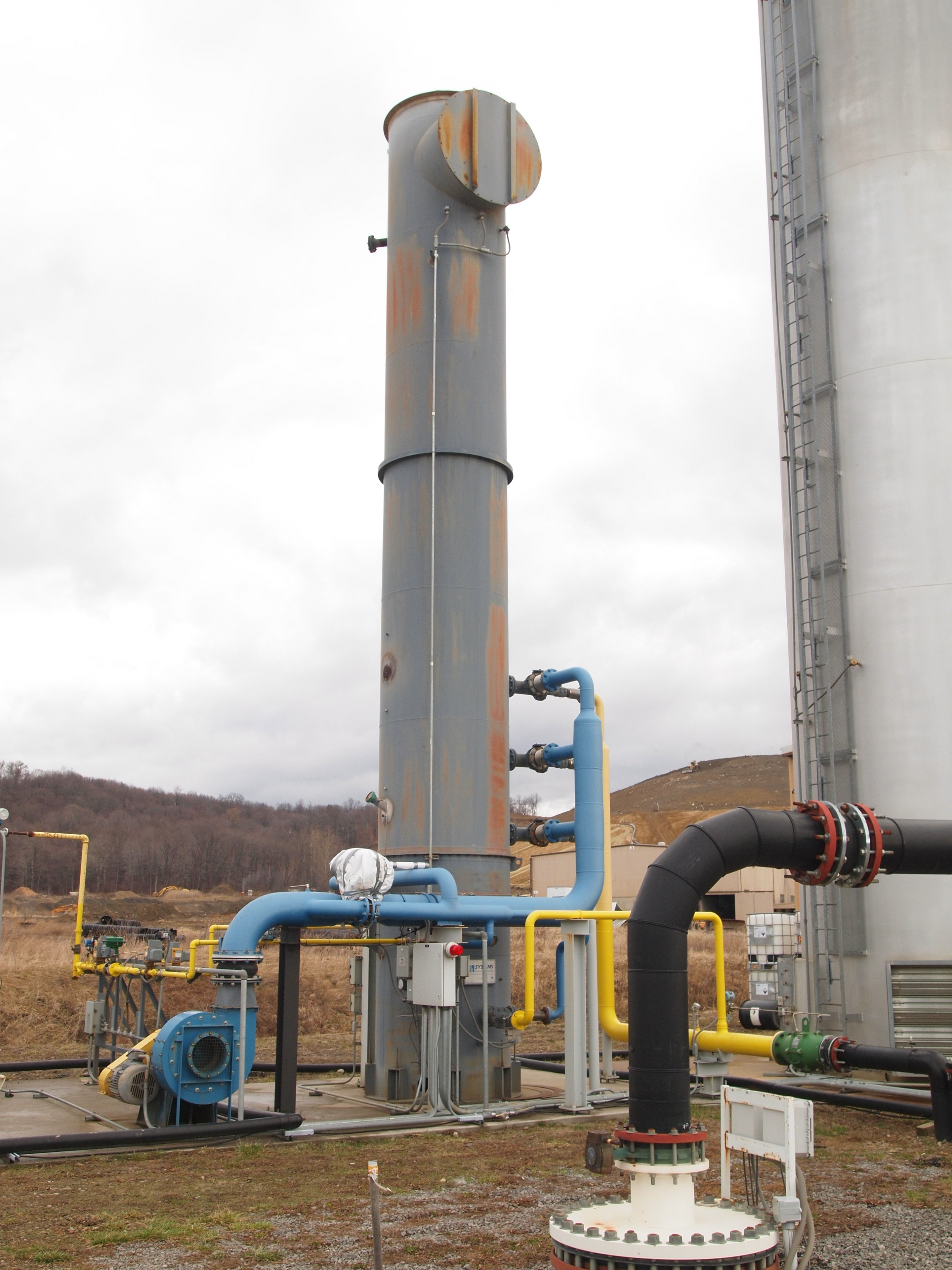
Термический окислитель прямого нагрева, использующий в качестве топлива свалочный газ

Простейшей технологией термического окисления является термический окислитель прямого нагрева. Технологический поток с опасными газами вводится в камеру дожигания через горелку или рядом с ней, и обеспечивается достаточное время пребывания для достижения желаемой эффективности удаления летучих органических соединений. Большинство термоокислителей прямого нагрева работают при температуре от 980°C и 1200°C при расходе воздуха от 0,24 до 24 м3/с.
В тех случаях, когда входные газы поступают в результате процесса неполного сгорания, также называемые камерами дожигания, эти системы являются наименее капиталоемкими и могут быть интегрированы с последующими котлами и теплообменниками для оптимизации топливной эффективности . Термические окислители лучше всего применять там, где имеется очень высокая концентрация летучих органических соединений, в качестве источника топлива (вместо природного газа или нефти) для полного сгорания при заданной рабочей температуре. 

### Регенеративный термический окислитель (РТО)
Одной из наиболее широко распространенных на сегодняшний день технологий контроля загрязнения воздуха в промышленности является регенеративный термический окислитель. В РTO используется керамический слой, который нагревается от предыдущего цикла окисления для предварительного нагрева входящих газов и их частичного окисления. Предварительно нагретые газы поступают в камеру сгорания, которая нагревается внешним источником топлива для достижения целевой температуры окисления, которая находится в диапазоне от 760 °C до 820 °C. Конечная температура может достигать 1100 °C для опасных соединений, требующих максимального разрушения. Расход воздуха составляет от 2,4 до 240 стандартных м3/с.
RTO очень универсальны и чрезвычайно эффективны — тепловой КПД может достигать 95 %. Они регулярно используются для устранения паров растворителей, запахов и т. д. в самых разных отраслях промышленности. В настоящее время на рынке представлено множество типов регенеративных термических окислителей с эффективностью окисления или разрушения летучих органических соединений более 99,5 %.

### Термический рекуперативный окислитель
Менее распространенной технологией термического окислителя является термический рекуперативный окислитель. Термические рекуперативные окислители имеют в системе первичный и/или вторичный теплообменник. Первичный теплообменник предварительно нагревает входящий грязный воздух, рекуперируя тепло выходящего чистого воздуха. Это осуществляется с помощью кожухотрубного теплообменника или пластинчатого теплообменника . Во вторичном теплообменнике применяется та же концепция теплопередачи, но воздух, нагретый выходящим чистым технологическим потоком, возвращается в другую часть установки — возможно, обратно в процесс.

## Каталитический окислитель

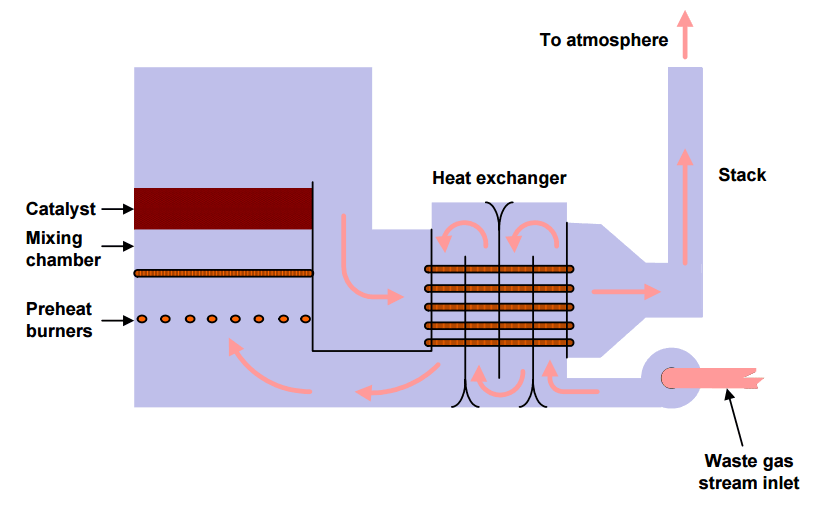
Схема рекуперативного каталитического окислителя

Каталитический окислитель (каталитический дожигатель) — еще одна категория систем окисления, схожая по принципу с типичными термическими окислителями, но дополнительно использующие катализатор для ускорения окисления. Каталитическое окисление происходит в результате химической реакции между молекулами углеводородов и слоем катализатора из драгоценного металла, который находится внутри системы окислителя. Катализатор — это вещество, которое используется для ускорения скорости химической реакции, позволяя реакции протекать в нормальном температурном диапазоне от 340 °C до 540 °C. Наиболее известное применение данного принципа снижения вредных выбросов реализовано в системах контроля выхлопных газов автомобилей. 
Катализатор можно также использовать в регенеративном термическом окислителе, чтобы обеспечить более низкие рабочие температуры. Его также называют регенеративным каталитическим окислителем или RCO. Например, температура термического воспламенения угарного газа обычно составляет 609 °C, а используя эффективный катализатор окисления, температуру воспламенения можно снизить до 200 °C. При использовании этих систем используются специальные конструктивные решения для снижения вероятности перегрева, поскольку высокие температуры могут вывести катализатор из строя, например, за счет спекания активного материала. 
Каталитические окислители также могут использоваться в форме рекуперативной рекуперации тепла для снижения потребности в топливе. При этой форме рекуперации тепла горячие выхлопные газы окислителя проходят через теплообменник для нагрева нового воздуха, поступающего в окислитель.